# Буйково (Смоленская область)
Это статья о деревне в Смоленской области. Об одноимённой деревне в Тверской области см. статью Буйково.
Буйково — деревня в Рославльском районе Смоленской области России. Входит в состав Сырокоренского сельского поселения. Население — 2 жителя (2007 год). 
Расположена в южной части области в 42 км к северо-востоку от Рославля, в 7 км южнее автодороги А101 Москва — Варшава («Старая Польская» или «Варшавка»), на берегу реки Вертелка. В 19 км южнее деревни расположена железнодорожная станция О.п. 37-й км на линии Рославль — Фаянсовая. 

## История
В годы Великой Отечественной войны деревня была оккупирована гитлеровскими войсками в августе 1941 года, освобождена в сентябре 1943 года.